# 대전탄방초등학교 용문분교
대전탄방초등학교 용문분교는 대전광역시 서구에 개교 예정인 공립 초등학교이다.

## 학교 연혁
- 2025년 9월 1일 : 개교 예정